# Argophyllaceae
Argophyllaceae (đồng nghĩa: Corokiaceae Takhtadjan) là một họ thực vật hạt kín chứa khoảng 21 loài cây bụi và cây gỗ nhỏ, thuộc bộ Asterales. Họ này chỉ bao gồm 2 chi Argophyllum (khoảng 15 loài) và Corokia. Các loài trong họ này có hoa lưỡng tính, có quả nang (Argophyllum) hay quả hạch (Corokia). Chúng là bản địa của khu vực miền đông Australia, New Zealand, đảo Lord Howe, New Caledonia và Rapa Iti.
Cùng với họ Cornaceae thì Argophyllaceae đã từng được Takhtadjan (1997) đặt trong bộ Hydrangeales, trong khi Cronquist (1981) đưa họ này vào trong họ Grossulariaceae rất không thuần nhất của ông, thuộc bộ Rosales. Hệ thống Dahlgren đặt nó trong bộ Cornales.

## Hình ảnh

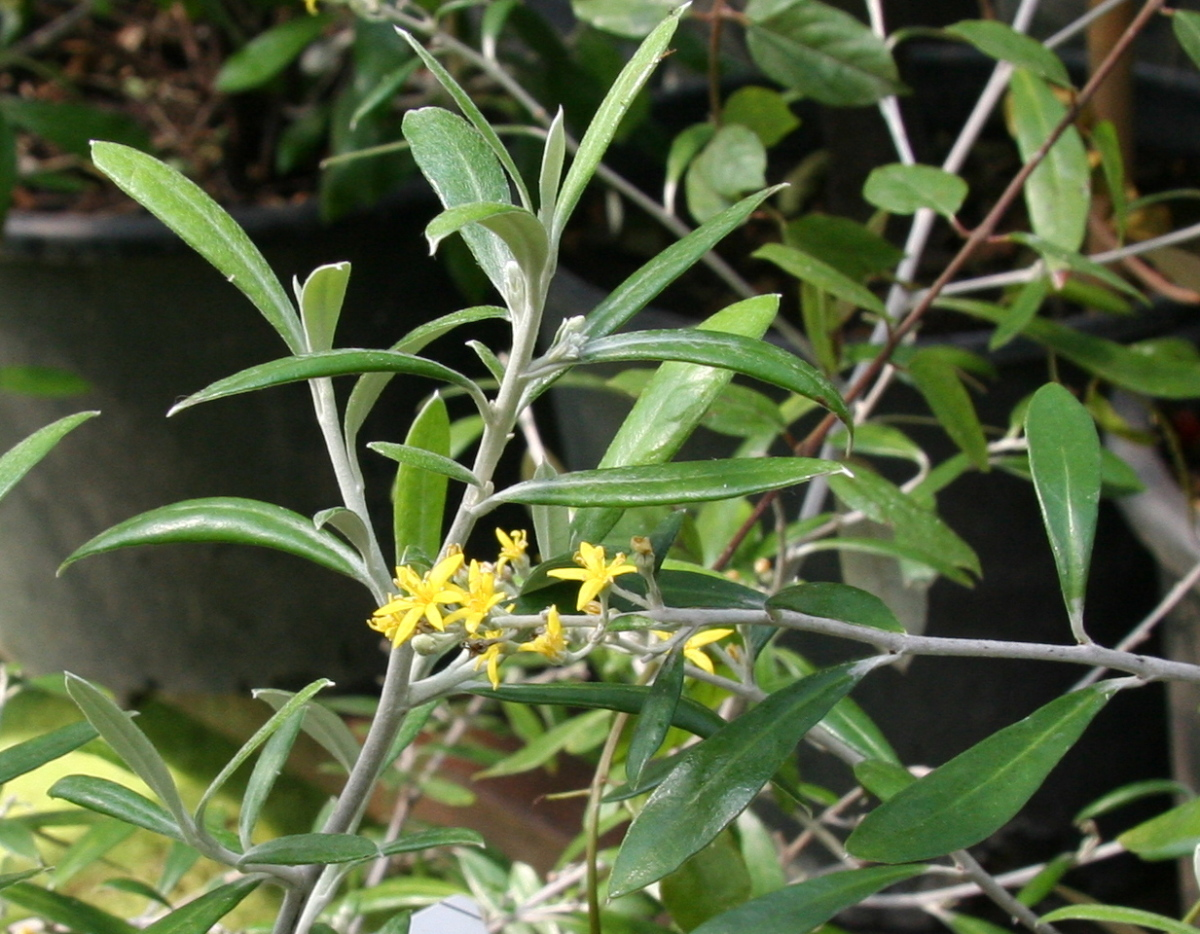
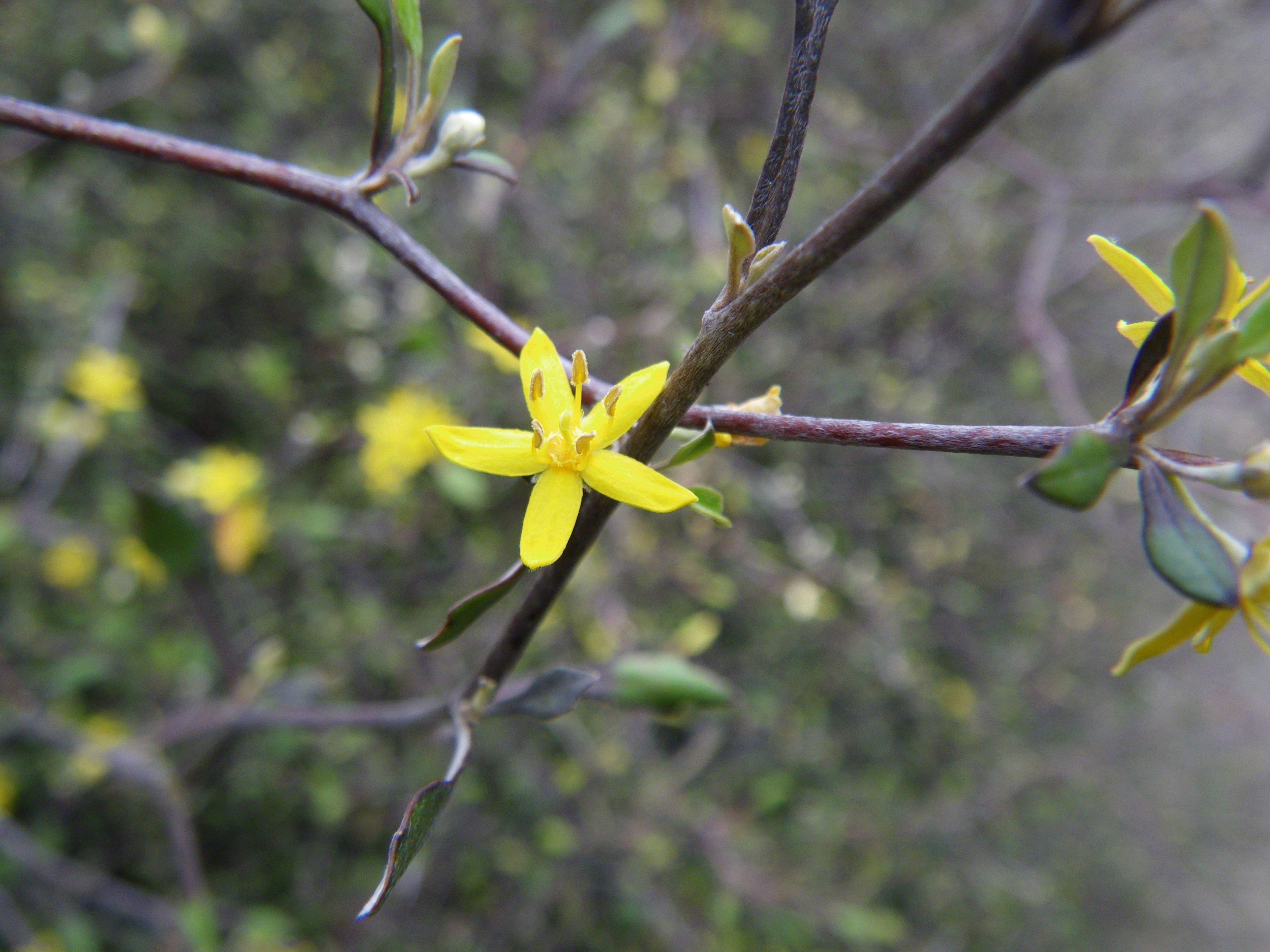
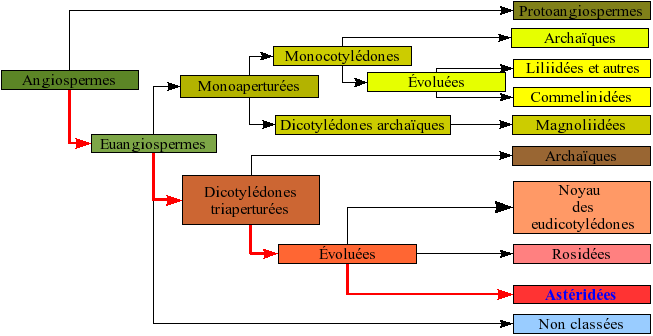
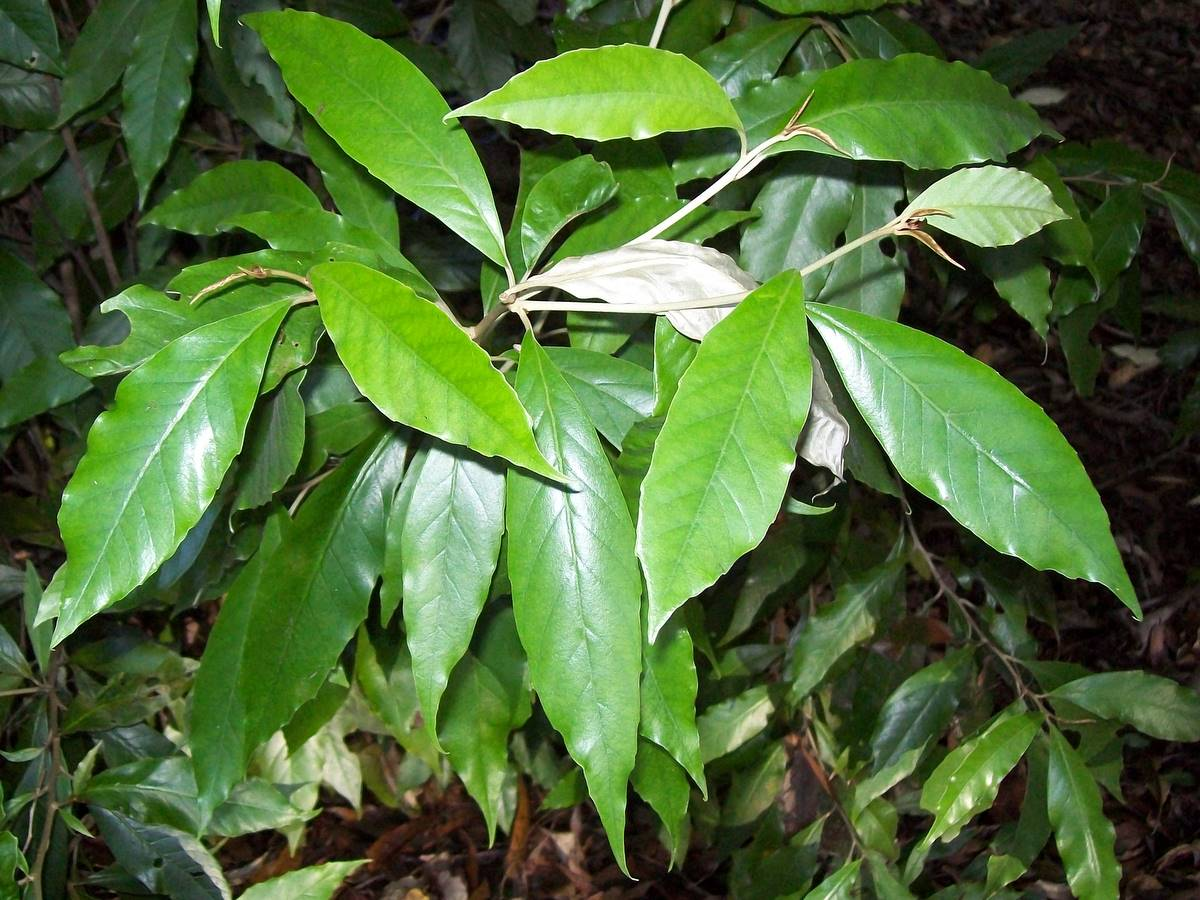